# National League 1881
National League 1881 var den sjette sæson i baseballligaen National League, og ligaen havde deltagelse af otte hold. Kampene blev spillet i perioden 30. april – 30. september 1881. Mesterskabet blev vundet af Chicago White Stockings, som vandt 56 og tabte 28 kampe, og som dermed vandt National League for tredje gang – de to første gange var i 1876 og 1880.
I oktober 1880 havde National League bandlyst baseballkampe om søndagen og forbudt salg af øl ved alle kampe. Cincinnati Red Stockings nægtede imidlertid at følge disse regler og blev derfor smidt ud af ligaen inden sæsonen, og holdet blev erstattet af Detroit Wolverines.
Roger Conner fra Troy Trojans slog den første grand slam i Major League-historien i hans hold 8-7-sejr over Worcester. Den 27. september 1881 spillede vandt Chicago White Stockings 10-8 over Troy Trojans i en kamp, der blev spillet i et forfærdeligt regnvejr. Kun 12 tilskuere trodsede vejrliget og overværede kampen som den mindste tilskuerskare i major league-historien.

## Resultater
| Plac. | Hold                    | Kampe | Vundne | Uafgj. | Tabte | Proc.  |
| ----- | ----------------------- | ----- | ------ | ------ | ----- | ------ |
| 1.    | Chicago White Stockings | 84    | 56     | -      | 28    | 66,7 % |
| 2.    | Providence Grays        | 85    | 47     | 1      | 37    | 56,0 % |
| 3.    | Buffalo Bisons          | 83    | 45     | -      | 38    | 54,2 % |
| 4.    | Detroit Wolverines      | 84    | 41     | -      | 43    | 48,8 % |
| 5.    | Troy Trojans            | 85    | 39     | 1      | 45    | 46,4 % |
| 6.    | Boston                  | 83    | 38     | -      | 45    | 45,8 % |
| 7.    | Cleveland Blues         | 85    | 36     | 1      | 48    | 42,9 % |
| 8.    | Worcester               | 83    | 32     | 1      | 50    | 39,0 % |